# Neve casomai (un amore straordinario)
Neve casomai (un amore straordinario) è un brano musicale composto da Malika Ayane e Pacifico Daniel Vuletic alle musiche, interpretato dalla cantante italo-marocchina Malika Ayane, pubblicato come quinto e ultimo singolo estratto dal terzo album Ricreazione.

## Video musicale
Il video del brano viene presentato in anteprima sulla pagina Facebook della cantante.